# Ԗ
Ԗ (minuscule : ԗ), appelée rha, est une lettre de l'alphabet cyrillique. Elle était employée en moksa, où elle notait la consonne  [r̥].
Elle a la forme d’une ligature entre er ‹ Р › et kha ‹ Х ›.

## Représentations informatiques
Le rha peut être représenté avec les caractères Unicode suivants :
| formes    | représentations | chaînes de caractères | points de code | descriptions                      |
| --------- | --------------- | --------------------- | -------------- | --------------------------------- |
| capitale  | Ԗ               | Ԗ                     | U+0516         | ligature cyrillique majuscule rha |
| minuscule | ԗ               | ԗ                     | U+0517         | ligature cyrillique minuscule rha |